# Serica furcata
Serica furcata är en skalbaggsart som beskrevs av Ahrens 2005. Serica furcata ingår i släktet Serica och familjen Melolonthidae. Inga underarter finns listade i Catalogue of Life.